# Cana-do-rio
A cana-do-rio ou cana-flecha (Gynerium sagittatum), conhecida localmente por vários nomes, é uma grama comprida que cresce até dez metros de altura. É uma espécie muito vigorosa que desenvolve uma massa considerável e densa de vegetação. É colhida como forrageira, com facão ou terçado, principalmente na América Latina, e tem vários usos. Pertence à subfamília Arundinoideae.

## Nomes populares
A Gynerium sagittatum é conhecida como cana-do-rio, cana-flecha, cana-frecha, ubá, canarana, canabrava e cana-brava no Brasil, e "caña brava" no Peru, na Bolívia e em outros países de colonização espanhola. É conhecida em inglês como "wild cane" (a expressão "arrow cane" também é usada, embora seja menos comum). Sagitta é o termo latino para flecha. Devido à semelhança de nomes comums, não deve ser confundida com a cana-do-reino (Arundo donax), também conhecida por cana-brava e cana-ubá.

## Descrição
As hastes possuem entre 3 e 10 metros de comprimento e são retas e eretas. A parte inferior é coberta de "cascas" das folhas secas, enquanto a parte do meio possui folhas que se arranjam num formato de leque. A parte superior, que desenvolve um grande leque floral no topo (pendão), é arredondada e fina, com a casca dura e o interior macio, leve e poroso.
Existem muitas variações nas funções do caule. A parte da casca, que é o principal fator responsável pela altura incomum, funciona como um sistema de distribuição de água das raízes subterrâneas para a parte superior da planta, incluindo as folhas. Esta função vital ocorre em qualquer época do ano.

## Ecologia
Sendo uma das primeiras plantas a colonizar áreas abertas, a G. sagittatum é uma importante espécie pioneira, que alcança novos locais através de sementes distribuídas pelo vento. Uma vez estabelecida, ela se espalha vegetativamente, sendo encontrada geralmente perto de rios e lagos, e até mesmo praias.

## Usos
- Na Colômbia, sua palha é usada para criar diferentes acessórios, incluindo o tradicional chapéu sombrero vueltiao, símbolo da Colômbia.
- No Brasil, as partes inferiores e médias são usadas em cercas baratas ou improvisadas, e em treliças baratas para trepadeiras e cultivo de tomate. A parte superior, com o pendão, é, por vezes, utilizada em decoração. A seção mais homogênea da parte superior é usada para se fazer gaiolas de pássaros, e é utilizada pelos indígenas para confecção de flechas (daí um dos nomes).
- Na Bolívia, é usada para fazer ripas que são preenchidas com palhas formando telhados que duram mais de vinte anos.